# Europejski Program na rzecz Zatrudnienia i Innowacji Społecznych
Europejski Program na rzecz Zatrudnienia i Innowacji Społecznych (ang. EU Programme for Employment and Social Innovation, EaSI) – instrument finansowy Unii Europejskiej, który ma promować powstawanie trwałych miejsc pracy wysokiej jakości, zapewnianie odpowiedniej ochrony socjalnej pracowników, zwalczanie wykluczenia społecznego i ubóstwa oraz poprawę warunków pracy. Całkowity budżet programu na lata 2014–2020 wynosił 919 mln. euro w cenach z 2013 r. Instytucją realizującą program EaSI w Polsce jest Ministerstwo Rodziny, Pracy i Polityki Społecznej.
W perspektywie budżetowej na lata 2021–2027 program EaSI stał się częścią Europejskiego Funduszu Społecznego Plus (EFS+). 

## Cele
Cele programu zostały określone rozporządzeniem Parlamentu Europejskiego I Rady Unii Europejskiej nr. 1296/2013 z 11 grudnia 2013 r. Dotyczą one:
- zwiększenie poczucia odpowiedzialności za cele UE i koordynacji działania na szczeblu unijnym i krajowym w obszarach zatrudnienia, spraw społecznych i włączenia społecznego
- wspieranie budowania odpowiednich systemów zabezpieczenia społecznego i rynku pracy
- unowocześnienie przepisów UE i zapewnienie ich skutecznego stosowania
- promowanie mobilności pracowników i zwiększenie możliwości zatrudnienia poprzez budowanie otwartego rynku pracy
- zwiększenie poziomu mikrofinansów i dostępu do nich dla osób w trudnej sytuacji oraz dla mikroprzedsiębiorstw, a także zwiększenie dostępu do środków finansowych dla przedsiębiorstw społecznych

Przy osiąganiu powyższych celów w ramach program EaSI dąży do:
- zwracania szczególnej uwagi na grupy w trudnej sytuacji, takie jak osoby młode
- promowania równości kobiet i mężczyzn
- zwalczania dyskryminacji
- promowania trwałych, wysokiej jakości miejsc pracy
- gwarantowania odpowiedniej i godnej ochrony społecznej
- zwalczania długotrwałego bezrobocia
- walki z ubóstwem i wykluczeniem społecznym.